# فهرست اعدام‌شدگان
این فهرستی است از اشخاصی که اعدام شده‌اند. فهرست بر پایه دلیل اعدام اشخاص تنظیم شده است. همچنین تاریخ و سبب اعدام هر شخص روبروی نامش آورده شده است.

## قتل
- Anatasia Romanav (۱۹۱۸/۹]
- Frank Abbandando (۱۹۴۲)
- بیجه (۱۳۸۳) به سبب قتل و تجاوز به ۱۷ کودک و ۳ بزرگسال.
- Jack Alderman (۲۰۰۷)
- Peter Anthony Allen (۱۹۶۴)
- Stephen Wayne Anderson (۲۰۰۲)
- James Arcene (۱۸۸۵) به سبب سرقت و قتل.
- Manny Babbitt (۱۹۹۹)
- Billy Bailey (۱۹۹۶)
- Jereboam O. Beauchamp (۱۸۲۶)
- Noah Beauchamp (۱۸۴۲)
- Derek Bentley (۱۹۵۳) مورد عفو واقع شد.
- Kenneth Biros (۲۰۰۹)
- William Bonin (۱۹۹۶)
- تد باندی (۱۹۸۹)
- Elizabeth Butchill (۱۷۸۰)
- Frederick Bywaters (۱۹۲۳)
- Charles Campbell (۱۹۹۴)
- Beatrice Cenci (۱۵۹۹)
- Oba Chandler (۲۰۱۱)
- Dhananjoy Chatterjee (۲۰۰۴)
- آندری چیکاتیلو (۱۹۹۴)
- جان کریستی (قاتل) (۱۹۵۳)
- Styllou Christofi (۱۹۵۴)
- James Lee Clark (۲۰۰۷)
- Wilbert Coffin (۱۹۵۶)
- Flor Contemplación (۱۹۹۵)
- Dr. Hawley Harvey Crippen (۱۹۱۰)
- Ruth Ellis (۱۹۵۵) آخرین زن اعدام شده در انگلیس.
- Gwynne Owen Evans  (۱۹۶۴)
- John Louis Evans (۱۹۸۳)
- تیموتی ایوانس (۱۹۵۰) پس از اعدام بی‌گناهیش ثابت شد.
- Jason Fairbanks (۱۸۰۱)
- آلبرت فیش (۱۹۳۶)
- John Wayne Gacy (۱۹۹۴)
- Juan Garza (۲۰۰۱)
- Gary Gilmore (۱۹۷۷)
- Barbara Graham (۱۹۵۵)
- Jack Gilbert Graham (۱۹۵۷)
- جان جورج هیگ (۱۹۴۹)
- James Hanratty (۱۹۶۲)
- Bruno Hauptmann (۱۹۳۶)
- Robert Alton Harris (۱۹۹۲)
- جو هیل (۱۹۱۵)
- Paul Jennings Hill (۲۰۰۳)
- ند کلی (۱۸۸۰) به سبب سرقت از بانک.
- ویلیام کملر (۱۸۹۰)
- LaGrand brothers (۲۰۰۱) به سبب سرقت مسلحانه.
- Teresa Lewis (۲۰۱۰)
- Raymond Lisenba (۱۹۴۲) آخرین فرد اعدام شده در کالیفورنیا.
- Arthur Lucas (۱۹۶۲) یکی از آخرین مجرمان اعدام شده در کانادا.
- Harry Pierpont (۱۹۳۴)
- Guenther Podola (۱۹۵۹) آخرین فرد اعدام شده به سبب قتل یک مامور پلیس در انگلیس.
- Laurence Shirley, 4th Earl Ferrers (۱۷۶۰)
- Charles Starkweather (۱۹۵۹)
- Mamoru Takuma (۲۰۰۴)[۱]
- Edith Thompson (۱۹۲۳)
- Ronald Turpin (۱۹۶۲) یکی از آخرین مجرمان اعدام شده در کانادا.
- Jerry White (۱۹۹۵)
- استنلی ویلیامز (۲۰۰۵)
- آیلین وورنوس (۲۰۰۲)

## ترور
- ناتورام گودسه (۱۹۴۹) به سبب ترور ماهاتما گاندی
- George Atzerodt (۱۸۶۵) به سبب توطئه ترور آبراهام لینکلن رئیس جمهور ایالات متحده آمریکا
- John Bellingham (۱۸۱۲)
- شارلوت کوردی (۱۷۹۳)
- لئون چولگوش (۱۹۰۱) به سبب ترور رئیس جمهور ایالات متحده آمریکا ویلیام مک‌کینلی
- صادق قطب‌زاده, (ایران, ۱۵ سپتامبر ۱۹۸۲) به سبب خیانت.
- چارلز جی. گیتو (۱۸۸۲) به سبب ترور جیمز آبرام گارفیلد، رئیس جمهور ایالات متحده آمریکا
- دیوید هارولد (۱۸۶۵) به سبب توطئه ترور آبراهام لینکلن رئیس جمهور ایالات متحده آمریکا
- آلبرشت مرتس فن کویرنهایم (۱۹۴۴) به سبب توطئه ترور آدولف هیتلر
- Lewis Payne (۱۸۶۵) به سبب توطئه ترور رئیس جمهور ایالات متحده آمریکا آبراهام لینکلن و همچنین تلاش برای ترور دادستان ایالات متحده آمریکا William Seward
- کلاوس فون اشتاوفنبرگ (۱۹۴۴) به سبب تلاش برای توطئه ترور آدولف هیتلر
- Adam von Trott zu Solz (۱۹۴۴) به سبب توطئه ترور آدولف هیتلر
- U Saw (۱۹۴۸)
- Nguyen Van Troi (۱۹۶۴) به سبب تلاش برای توطئه ترور رابرت مک‌نامارا و سفیر آینده هنری کابوت لاج، جونیور
- Mary Surratt (۱۸۶۵) به سبب توطئه ترور رئیس جمهور ایالات متحده آمریکا آبراهام لینکلن
- فانی کاپلان (۱۹۱۸) به سبب تلاش برای توطئه ترور ولادیمیر لنین
- Giuseppe Zangara (۱۹۳۳) به سبب ترور آنتن کرمک شهرادر شیکاگو
- Huang Yiguang (۱۹۴۰) به سبب تلاش برای توطئه ترور Wang Jingwei
- Jean Bastien-Thiry (۱۹۶۳) به سبب تلاش برای توطئه ترور رئیس جمهور فرانسه، شارل دو گل

## شخصیت‌های سیاسی

### رهبران مخلوع و خانواده هایشان
- ایگناتیوس کوتو اچیامپونگ (۱۹۷۹)
- آکواسی آفریفا (۱۹۷۹)
- فریدریش آکل (۱۹۴۱)
- آکلیلو هابته-وولد (۱۹۷۴)
- ماری آنتوانت (۱۷۹۳) به سبب آنکه در زمان انقلاب فرانسه، عضو طبقه حاکم بوده است.
- ایان آنتونسکو (۱۹۴۶)
- پدرو اوژنیو آرامبورو (۱۹۷۰)
- جوزف بامینا (۱۹۶۵)
- مادام دو باری (۱۷۹۳) به سبب آنکه در زمان انقلاب فرانسه، عضو طبقه حاکم بوده است.
- ذوالفقار علی بوتو (۱۹۷۹)
- مائوریس بیشاپ (۱۹۸۳)
- اویگن بولتس (۱۹۴۵)
- النا چائوشسکو (۱۹۸۹) عضویت در طبقه حاکم.
- نیکلای چائوشسکو (۱۹۸۹)
- چارلز یکم انگلستان (۱۶۴۹)
- ساموئل دو (۱۹۹۰)
- آلوییس الیاس (۱۹۴۲)
- مادام الیزابت (۱۷۹۳) عضویت در طبقه حاکم.
- Endelkachew Makonnen (۱۹۷۴)
- بوگدان فیلوف (۱۹۴۵)
- معمر قذافی (۲۰۱۱)
- لیدی جین گری (۱۵۵۴) به سبب ارتداد.
- امیرعباس هویدا (ایران، ۷ آوریل ۱۹۷۹)
- اگوستین د ایتروبیده (۱۸۲۳)
- یوری یاکسون (۱۹۴۲)
- Évariste Kimba (۱۹۶۶)
- لونگ بورت (۱۹۷۵)
- لوئی شانزدهم (۱۷۹۳)
- پاتریس لومومبا (۱۹۶۱)
- فرانسیسکو ماسیاس انگوئما (۱۹۷۹)
- آلفونس ماسامبا-دبا (۱۹۷۷)
- فردیناند ماکسیمیلیان یوزف (۱۸۶۷)
- میگل میرامون (۱۸۶۷)
- فرانچسکو مورازان (۱۸۴۲)
- ژواکیم مورات (۱۸۱۵)
- بنیتو موسولینی (۱۹۴۵)
- امره ناگی (۱۹۵۸)
- محمد نجیب‌الله (۱۹۹۶)
- نیکلای دوم به همراه خانواده اش.(۱۹۱۸)
- یوران پارشون (۱۵۶۸)
- ویدکون کوئیزلینگ (۱۹۴۵)
- صدام حسین (۲۰۰۶)
- نوری سعید (۱۹۵۸)
- محمدموسی شفیق (۱۹۷۹)
- سیسووات سیریک ماتاک (۱۹۷۵)
- آلکساندر استامبولیسکی (۱۹۲۳)
- فرنتس سالاشی (۱۹۴۶)
- یوزف تیسو (۱۹۴۷)
- دیارا ترائوره (۱۹۸۵)
- گوآلبرتو بیاروئل (۱۹۴۶)
- William Walker (۱۸۶۰)
- ویلیام والاس (۱۳۰۵)
- ون تیان‌شیانگ (۱۲۸۳)

### رقبای سیاسی
- امیر شریف الدین (۱۹۴۸) Amir Sjarifuddin
- نیکوس بلویانیس (۱۹۵۲)
- لاورنتی بریا (۱۹۵۳)
- دیتریش بنهوفر (۱۹۴۵)
- ژاک پیر بریسو (۱۷۹۳)
- نیکلای بوخارین (۱۹۳۸)
- فرانسیسکو کامانیو (۱۹۷۳)
- ویلهلم کاناریس (۱۹۴۵)
- ولادیمیر کلمنتیس (۱۹۵۲)
- گالئاتسو چیانو (۱۹۴۴)
- ژرژ دانتون (۱۷۹۴)
- کامی دمولن (۱۷۹۴)
- جوزف گرنگ (۱۹۷۱)
- آندرئاس هوفر (۱۸۱۰) Andreas Hofer
- میلادا هوراکووا (۱۹۵۰)
- لو کامنف (۱۹۳۵)
- ترایچو کاستوف (۱۹۴۹)
- ویلیام لاد (۱۶۴۵) به سبب خیانت به کشور.
- پیر لاوال (۱۹۴۵)
- الیمپ دگوژ (۱۷۹۳)
- آنتوان لاووازیه (۱۷۹۴)
- فیصل بن مساعد (۱۹۷۵) Faisal bin Musa'id
- عبدالخالق محجوب (۱۹۷۱)
- ماری یکم اسکاتلند (۱۵۸۷)
- قاضی محمد (۱۹۴۷)
- عمر مختار (۱۹۳۱)
- یوهان فون اولدنبارنفلت (۱۶۱۹) Johan van Oldenbarnevelt
- هانس استر (۱۹۴۵)
- لوکرتسیو پاتراشکانو (۱۹۵۴)
- پاتریک پیرس (۱۹۱۶) Patrick Henry Pearse
- نیکولا پتکوف (۱۹۴۷)
- لاشلو رایک (۱۹۴۹) László Rajk
- ماگرت پولی، کنتس سالیسبوری (۱۵۴۱) Margaret Pole, Countess of Salisbury
- ماکسیمیلیان روبسپیر (۱۷۹۳)
- آلکسی رایکوف (۱۹۳۰)
- Karl Sack (۱۹۴۵)
- لوئی آنتوان دو سن-ژوست (۱۷۹۴)
- کن سارو-ویوا (۱۹۹۵)
- سوفی شول (۱۹۴۳)
- Khudiram Bose (۱۹۰۸)
- Satyendranath Basu (۱۹۰۸)
- باگا جاتین (۱۹۱۵) (Bagha Jatin (Manoranjan Sengupta
- Niren Dasgupta (۱۹۱۵)
- Gopinath Saha (۱۹۲۴)
- Promode Ranjan Chaudhury (۱۹۲۷)
- Rajendra Lahiri (۱۹۲۷)
- Ramprasad Bismil (۱۹۲۷)
- اشفق الله خان (۱۹۲۷) Ashfaqulla Khan
- Roshan Singh (۱۹۲۷)
- بهجت سینگ (۱۹۳۱)
- سوکدیو شاپاژ (۱۹۳۱)
- Rajguru (۱۹۳۱)
- Harikishan Talwar (۱۹۳۱)
- Dinesh Gupta (۱۹۳۱)
- سورایا سن (۱۹۳۴)
- Tarakeswar Dastidar (۱۹۳۴)
- اودهام سینگ (۱۹۴۰)
- رودلف سلانسکی (۱۹۵۲)
- Chris Soumokil (۱۹۶۶)
- Abu Taher (۱۹۷۶)
- Koçi Xoxe (۱۹۴۹)
- گریگوری زینوویف (۱۹۳۶)
- Henri Zongo (۱۹۸۹)
- لوئیس دونالدو کولوسیو (۱۹۹۴)

## شخصیت‌های مذهبی
- اکیبا بن یوسف مخالف مذهبی، (در حدود ۱۳۵)
- Avvakum (۱۶۸۲) مخالف مذهبی.
- ژان دارک (۱۴۳۱) به سبب ارتداد.
- ناتانائیل (قرن اول میلادی)
- Qutubuddin Shaheed (۱۶۴۸) Dawoodi Bohra Dai al Mutlaq
- جوردانو برونو (۱۶۰۰) به سبب ارتداد.
- توماس کرنمر (۱۵۵۶) به سبب خیانت و ارتداد
- کاردینال John Fisher (۱۵۳۵) به سبب خیانت و عناد مذهبی.
- یان هوس (۱۴۱۵) به سبب ارتداد.
- Jacob Hutter (۱۵۳۶) به سبب ارتداد.
- یعقوب پسر زبدی (۴۴)
- عیسی (۳۰، ۳۳ یا ۳۶) به سبب شورش.
- John Lambert (b. ۱۵۳۸) به سبب ارتداد.
- Hugh Latimer (b. ۱۵۵۵) به سبب ارتداد
- سر تامس مور (۱۵۳۵) به سبب خیانت و عناد مذهبی.
- پولس (حدود ۶۴)
- پطرس (حدود ۶۴)
- فیلیپ (۸۰)
- میکاییل سروتوس (۱۵۵۳) به سبب راتداد.
- Edward Wightman (۱۶۱۲) به سبب ارتداد.
- Lucilio Vanini (۱۶۱۹) به سبب ارتداد.

## جاسوسی
- جک آقازاریان (۱۹۴۵)
- جیمز جی. اندروز (۱۸۶۲)
- یولاند بیکمن (۱۹۴۴)
- روبر بنوا (۱۹۴۴) به سبب خرابکاری.
- دنیز بلاخ (۱۹۴۵)
- گای بلی (۱۹۴۴) به سبب خرابکاری.
- کارملو بورگ پیزانی (۱۹۴۲)
- آندری بورل (۱۹۴۴) به سبب خرابکاری.
- مادلن دامرم (۱۹۴۴) به سبب خرابکاری.
- ساشا فیلیپوف (۱۹۴۲)
- ویلیام گراور-ویلیامز (۱۹۴۵) به سبب خرابکاری.
- ناتان هیل (۱۷۷۶)
- ماتا هاری (۱۹۱۷)
- نور عنایت خان (۱۹۴۴)
- سسیلی لفورت (۱۹۴۵)
- ورا لی (۱۹۴۴)
- John Kenneth Macalister (۱۹۴۴)
- گیلبرت نورمن (۱۹۴۴)
- سونیا اولشانزکی (۱۹۴۴)
- جان پندلبری (۱۹۴۱)
- Frank Pickersgill (۱۹۴۴)
- الیانی پلومن (۱۹۴۴) به سبب خرابکاری.
- ریشارکویرین (۱۹۴۲) به سبب خرابکاری.
- لیلین رالف (۱۹۴۵) به سبب خرابکاری.
- ژولیوس و اتل روزنبرگ (۱۹۵۳)
- Diana Rowden (۱۹۴۴) به سبب خرابکاری.
- Yvonne Rudelatt (۱۹۴۵) به سبب خرابکاری.
- Roméo Sabourin (۱۹۴۴) به سبب خرابکاری.
- Suzanne Spaak (۱۹۴۴)
- ویولت ژابو (۱۹۴۵) به سبب خرابکاری.
- Hannah Szenes (۱۹۴۴) به سبب خرابکاری.

## جنایات جنگی و جنایت علیه بشیریت
- کورت دالوگه (۱۹۴۶)
- آدولف آیشمان (۱۹۶۲)
- هانس فرانک (۱۹۴۶)
- وایرد یلکاما (۱۵۲۳)
- ویلهلم فریک (۱۹۴۶)
- آرتور گرایزر (۱۹۴۶)
- صدام حسین (۲۰۰۶)
- آلفرد یودل (۱۹۴۶)
- ارنست کالتنبرنر (۱۹۴۶)
- ویلهلم کایتل (۱۹۴۶)
- نگوین وان لم a/k/a "Bay Lop" (۱۹۶۸)
- دراژا میهایلوویچ (۱۹۴۶)
- ویدکون کوئیزلینگ (۱۹۴۵)
- یواخیم فون ریبنتروپ (۱۹۴۶)
- آلفرد روزنبرگ (۱۹۴۶)
- فریتس زاوکل (۱۹۴۶)
- آرتور زایس-اینکوارت (۱۹۴۶)
- یولیوس اشترایشر (۱۹۴۶)
- توجو هیدکی (۱۹۴۸)
- هنری ویرتز (۱۸۶۵)
- اجمل قصاب (۲۰۱۲)

## زندانیان جنگ
- مارک بلوک (۱۹۴۴)
- امیلیو د بونو (۱۹۴۴)
- دیوی کراکت (۱۸۳۶)
- ماکسیمیلیان کلبه (۱۹۴۱) خود را به صورت داوطلبانه به جای شخص دیگری معرفی نمود.
- ایلیز ریوه (۱۹۴۵)
- Elisabeth de Rothschild (۱۹۴۵)

## خیانت
- آنتونی ببینگتون (۱۵۸۶) به سبب خیانت.
- جان براون (۱۸۵۹) به سبب خیانت، قتل و توطئه.
- راجر کیسمنت, (۱۹۱۶) به سبب خیانت، جاسوسی و خرابکاری.
- دراگوتین دیمیترییویچ (۱۹۱۷) به سبب خیانت.
- گای فاکس (۱۶۰۶) به سبب خیانت و توطئه.
- آنری دو فلوری دو کولان (۱۶۶۶) به سبب خیانت.
- جان هاسی، 1st بارون هاسی آو سلیفورد (۱۵۳۷) به سبب خیانت.
- بیلی اهل جرویسوود (۱۶۸۴) به سبب خیانت.
- توماس هاوارد، 4th دوک آو نورفک (۱۵۷۲) به سبب خیانت و رقابت سیاسی.
- ویلیام جویس (۱۹۴۶) به سبب خیانت و عقاید سیاسی.
- میشل نی (۱۸۱۵)
- آرنالدو اوچوآ (۱۹۸۹) به سبب خیانت.
- والتر رالی (۱۶۱۸) به سبب خیانت.
- Chidiock Tichborne (۱۵۸۶) به سبب خیانت.
- آندری ولاسوف (۱۹۴۶) به سبب خیانت.
- ویلیام والاس (۱۳۰۵) به سبب خیانت علیه پادشاه انگلیس. (با وجود آنکه خود یک اسکاتلندی بود).
- پرکین واربک (۱۴۹۹) به سبب خیانت.
- گنریخ یاگودا (۱۹۳۸) به سبب خیانت.
- کاترین هاوارد (۱۵۴۲) به سبب زنا.

## همجنس گرایی
- جان آثرتون (۱۵۹۸ – ۱۶۴۰), Bishop of Waterford and Lismore[۲]
- جاکوپو بونفادیو (c ۱۵۰۸ – ۱۵۵۰), Italian humanist and historian[۳]
- Francesco Calcagno (۱۵۲۸ – ۱۵۵۰), Venician فرقه فرانسیسکن برادر روحانی.[۴]
- Giovanni di Giovanni (۱۳۵۰ – ۱۳۶۵), 15 year old Italian boy charged with being "a public and notorious passive sodomite"[۵][۶]
- Lisbetha Olsdotter (مرگ ۱۶۷۹), Swedish cross-dresser and early female soldier (disguised as a man).
- Dominique Phinot (c ۱۵۱۰ – c ۱۵۵۶), French composer of the Renaissance[۷]
- James Pratt and John Smith, two London men who became the last two to be hanged for sodomy in England, در نوامبر ۱۸۳۵

## مرتبط

### دیگر دلایل
- فرد آکوفو (۱۹۷۹)
- Alexander George Arbuthnot توسط اندرو جکسون ۱۸۱۸ اعدام شد.
- محمود عسگری و عیاض مرهونی (۲۰۰۵) به سبب تجاوز به یک پسربچه ۱۳ ساله.
- Kevin Barlow (۱۹۸۶) به سبب قاچاق مواد مخدر.
- آن بولین (۱۵۳۶) به سبب زنا.
- Brian Chambers (۱۹۸۶) به سبب قاچاق مواد مخدر.
- آندره شنیه (۱۷۹۴), به سبب توطئه و عقاید سیاسی.
- کاریل چسمان (۱۹۶۰) به سبب تجاوز.
- الیمپ دگوژ (۱۷۹۳) به سبب عقاید سیاسی.
- چه گوارا (۱۹۶۷) به سبب شرکت در انقلاب.
- Gustav Heistermann von Ziehlberg (۱۹۴۵) به سبب درگیری در کودتای ۲۰ ژوئیه برای قتل آدولف هیتلر.
- کاترین هاوارد (۱۵۴۲) به سبب زنا.
- Michael Kitzelmann (۱۹۴۲) undermining the military (of Nazi Germany)
- الکساندر کولچاک (۱۹۲۰)
- Marinus van der Lubbe (۱۹۳۴) به سبب آتش‌سوزی عمدی.
- تیموتی مک‌وی (۲۰۰۱) به سبب قتل و تروریسم.
- Jacques Vincent Ogé (۱۷۹۱) به سبب شورش در هایتی.
- Arndt Pekurinen (۱۹۴۴) به سبب صلح خواهی.
- Viktor Pepelyayev (۱۹۲۰)
- عاطفه رجبی سهاله (۱۷ سپتامبر ۲۰۰۴) به سبب رابطه جنسی با یک مرد مسن.
- Nicholas Ridley (b. ۱۵۵۵) به سبب ارتداد و رقابت سیاسی.
- لوئیز رییل (۱۸۸۵) به سبب شرکت در انقلاب.
- Madame Roland (۱۷۹۳) به سبب شرکت در انقلاب.
- Salem Ali Rubayyi (۱۹۷۸)
- Sacco and Vanzetti (۱۹۲۷), به سبب قتل و شرکت در انقلاب.
- جک شپرد (دزد) (۱۷۲۴), به سبب انواع سرقت.
- Eddie Slovik (۱۹۴۵) به سبب فرار از خدمت.
- Tiradentes (۱۷۹۲) به سبب شرکت در انقلاب.
- Dick Turpin (۱۷۳۹) به سبب سرقت.
- Van Tuong Nguyen, (۲۰۰۵), به سبب قاچاق مواد مخدر.
- Dun Mikiel Xerri, (۱۷۹۹), به سبب شرکت در انقلاب.

اعدام‌های گروهی:
- در تاریخ پنجم مارس ۱۹۴۰، ژوزف استالین و دیگر رهبران شوروی حکمی را به امضا رساندند که به موجب آن ۲۷،۵۰۰ تن لهستانی که ۱۴،۷۰۰ تن از آنان اسیر بودند، اعدام شدند.
- اردوگاه‌های کار اجباری برای یهودیانو دیگر "اقشار مضر" موجود در کشور آلمان شاهد صورت پذیرفتن اعدام‌های گروهی بی شماری بوده‌اند. در این نوع اردوگاه‌ها یهودیان اروپا و آفریقای شمالی و دیگر گروه‌ها به طور دسته جمعی و با اجازه حکومت وقت طی جنگ جهانی دوم توسط نازی‌های آلمان اعدام یا قتل‌عام می‌شدند.